# Coppa dei Campioni 1974-1975 (pallamano maschile)
La Coppa dei Campioni 1974-1975 è stata la 15ª edizione della massima competizione europea di pallamano riservata alle squadre di club. Il torneo ha avuto inizio il 5 ottobre 1974 e si è concluso il 13 aprile 1975. Il titolo è stato conquistato dai tedeschi orientali del Vorwärts Francoforte per la prima volta nella loro storia, sconfiggendo in finale gli jugoslavi del Borac Banja Luka.

## Risultati

### Primo turno
| Squadra 1       | Totale  | Squadra 2            | Andata  | Ritorno |
| --------------- | ------- | -------------------- | ------- | ------- |
| Aarhus KFUM     | 61 - 30 | Kyndil Torshavn      | 34 - 13 | 27- 17  |
| Belenenses      | 41 - 42 | St. Otmar San Gallo  | 23 - 16 | 18 - 26 |
| Brentwood       | 18 - 81 | Sittardia            | 10 - 38 | 8 - 43  |
| Eschois Fola    | 22 - 28 | Sasja Hoboken        | 11 - 16 | 11 - 12 |
| Lokomotiv Sofia | 46 - 39 | Bärnbach             | 28 - 17 | 18 - 22 |
| Rovereto        | 28 - 40 | Granollers           | 13 - 15 | 15 - 25 |
| Saab            | 36 - 37 | Hafnarfjörður        | 22 - 21 | 14 - 16 |
| Śląsk Wrocław   | 27 - 34 | Vorwärts Francoforte | 12 - 18 | 15 - 16 |
| Steaua Bucarest | 51 - 27 | Hapoel Rehovot       | 27 - 12 | 24 - 15 |

### Ottavi di finale
| Squadra 1             | Totale  | Squadra 2            | Andata  | Ritorno |
| --------------------- | ------- | -------------------- | ------- | ------- |
| Hafnarfjörður         | 42 - 37 | St. Otmar San Gallo  | 19 - 14 | 23 - 33 |
| Lokomotiv Sofia       | 45 - 49 | Borac Banja Luka     | 21 - 20 | 24 - 29 |
| Paris Université Club | 40 - 48 | Gummersbach          | 20 - 23 | 20 - 25 |
| Plzeň                 | 41 - 32 | Refstad              | 21 - 16 | 20 - 16 |
| Sasja Hoboken         | 28 - 61 | Vorwärts Francoforte | 19 - 25 | 9 - 36  |
| Sittardia             | 26 - 38 | Aarhus KFUM          | 17 - 20 | 9 - 18  |
| Spartacus Budapest    | 51 - 39 | Granollers           | 28 - 17 | 23 - 22 |
| Steaua Bucarest       | 44 - 43 | MAI Mosca            | 24 - 22 | 20 - 21 |

### Quarti di finale
| Squadra 1          | Totale  | Squadra 2            | Andata  | Ritorno |
| ------------------ | ------- | -------------------- | ------- | ------- |
| Aarhus KFUM        | 31 - 32 | Borac Banja Luka     | 13 - 11 | 18 - 21 |
| Hafnarfjörður      | 35 - 51 | Vorwärts Francoforte | 17 - 21 | 18 - 30 |
| Spartacus Budapest | 28 - 34 | Gummersbach          | 15 - 15 | 13 - 19 |
| Steaua Bucarest    | 36 - 23 | Plzeň                | 20 - 7  | 16 - 16 |

### Semifinali
| Squadra 1            | Totale  | Squadra 2       | Andata  | Ritorno |
| -------------------- | ------- | --------------- | ------- | ------- |
| Borac Banja Luka     | 30 - 30 | Steaua Bucarest | 19 - 17 | 11 - 13 |
| Vorwärts Francoforte | 38 - 36 | Gummersbach     | 22 - 18 | 16 - 18 |

### Finale
| Dortmund 13 aprile 1975 | Borac Banja Luka | 17 – 19 | Vorwärts Francoforte |  |